# Драгиньян (кантон)
Драгиньян (фр. Draguignan) — кантон во Франции, в регионе Прованс — Альпы — Лазурный Берег (департамент — Вар, округ — Драгиньян).

## Состав кантона
По данным INSEE, в 2012 году площадь кантона — 70,74 км², включает в себя 2 муниципалитета, население — 43 038  человек, плотность населения — 608,4 чел/км².
| Коммуна         | Французское название | Площадь, км² | Население, чел. (2012) |
| --------------- | -------------------- | ------------ | ---------------------- |
| Драгиньян       | Draguignan           | 53,75        | 37 476                 |
| Тран-ан-Прованс | Trans-en-Provence    | 16,99        | 5 562                  |

В 2010 году в состав кантона входило 5 коммун, численность населения составила 50 196 человек.
| Коммуна         | Французское название | Площадь, км² | Население, чел. (2012) |
| --------------- | -------------------- | ------------ | ---------------------- |
| Ампюс           | Ampus                | 82,77        | 931                    |
| Драгиньян       | Draguignan           | 53,75        | 37 476                 |
| Ла-Мот          | La Motte             | 28,12        | 3 000                  |
| Тран-ан-Прованс | Trans-en-Provence    | 16,99        | 5 562                  |
| Флеоск          | Flayosc              | 45,95        | 4 366                  |